# Shafique Keshavjee
Shafique Keshavjee (Nairobi, 13 de diciembre de 1955) es un teólogo y escritor keniano. Su nombre se pronuncia /shafík keshavshí/.

## Biografía
Desciende de padres indios hinduistas.
Se mudó con sus padres a Suiza en 1963 ―a los siete años de edad―. Estudió Ciencias Sociales y Políticas, Teología e Historia de las Religiones en la Universidad de Lausana. Escribió una tesis doctoral sobre Mircea Eliade. Más tarde se convirtió en pastor de la Iglesia reformada.
En su obra Dios, mis hijos y yo intenta ―con la necesidad cada vez mayor del diálogo interreligioso como referencia― explicar qué es Dios.
Escribió también un libro sobre las religiones: El rey, el sabio y el bufón: el gran torneo de las religiones, escrito originalmente en francés.
Así mismo, es uno de los animadores de Arzillier, una casa para fomentar el diálogo entre las religiones, en Lausana (Suiza), donde vive actualmente.

## El rey, el sabio y el bufón: el gran torneo de las religiones
A consecuencia de unos enigmáticos sueños, el Rey de un lejano país, aconsejado por su sabio y su bufón, decide convocar el primer gran torneo de las religiones, ya que llega a la conclusión de que, a pesar de haber dado de todo a su pueblo, no les ha dado un sentido que oriente sus vidas. Así se podrá ver cuál de las religiones elige su pueblo. Los competidores son atletas de alto nivel; sus disciplinas son el ateísmo y las grandes religiones del mundo: la judía, la cristiana, la musulmana, la hinduista y la budista. En busca de la Belleza Eterna y de la Sabiduría Verdadera, tratarán de explicar lo mejor posible lo esencial de sus creencias.
Historia de las religiones, planteada como una fábula brillante y llena de humor, mediante un estilo que recuerda a los cuentos medievales y orientales, con algo de intriga en la que se va ofreciendo los datos y claves esenciales de las principales religiones.